# Ернест Ејпер
Ернест Ејпер (словен. Ernest Eypper; Љубљана, 23. децембар 1914 — Љубљана, 1. мај 1942), учесник Народноослободилачке борбе и народни херој Југославије.

## Биографија
Рођен је 23. децембра 1914. године у Љубљани. Отац му је био грађевински инжењер, Француз из Алзаса, до Првог светског рата немачки поданик. Изводио је грађевинске радове у тадашњим аустроугарским земљама, а када је, 1918. године, Алзас поново постао део Француске, вратио се у домовину и развео од Ернестове мајке која се, после неколико година, преудала. Ернест је завршио основну школу у Трнову, предграђу Љубљане. Положио је велику матуру 1935. године у Првој државној реалној гимназији у Љубљани и отишао у Француску, у Безансон, да би као француски грађанин одслужио војску. После одслужења двогодишњег војног рока, отишао је у Париз, да на Сорбони студира међународно право. Убрзо је остао без средстава за живот, јер отац није хтео да га издржава, па се вратио у Љубљану, где се уписао на Правни факултет.
Као студент, глумио је у аматерским казалиштима. Француска влада га је, 1939. године, примила у конзуларну службу, и послала у Бејрут. Када је 1940. године Француска капитулирала, он се преко Турске вратио у Љубљану, где је још неко време радио у француском конзулату. У то време, већ је у кругу напредне студентске омладине важио за симпатизера Комунистичке партије Југославије.
У лето 1941. године, Ернест је постао члан ударне групе у Трнову и учествовао у многим акцијама. Неке су биле лоше припремљене, због неискуства чланова групе. Тако су у једној акцији ранили издајника, који је потом полицији дао податке тко би све могао да буде нападач. И Ернест је био ухапшен, али се вешто бранио и ускоро је пуштен. Кад је био већ на слободи, пронашли су нове доказе, и поново хтели да га ухапсе, али је он успео да побегне и да се сакрије. Од тада је био илегалац.
Извесно време је радио у Рајонском одбору Освободилне фронте, одговоран за рад по војној линији. Крајем 1941. одређен је на рад у ВОС-у. Радио је у Специјалној обавештајној служби, под непосредним руководством Зденке Кидрич. У то време већ је био члан КПЈ.
У пролеће 1941. године, Зденка Кидрич је успоставила везу с неким бившим југословенским обавештајним официрима, који су се претварали да су присталице борбе против окупатора. Они су, у сарадњи с италијанском полицијом, почели да прате Зденку и све оне с којима је одржавала везу. Тако су пратили и Ернеста, који се по граду често кретао преобучен у свештеника.
Марта 1942. године, карабинијери су на улици ухватили Ернеста с лажним исправама. Пронашли су му и извештај о двојици издајника. Сутрадан је, на исти начин била ухапшена и Зденка Кидрич. Ускоро је полиција открила да су Ернестове исправе лажне, а један од издајника, о коме је говорио заплењени извештај код Ернеста, нађен је мртав, а други рањен. У међувремену је Зденку Кидрич из болнице спасила ударна група. Све је то италијанску полицију учврстило у уверењу да је Ернест важна личност у ВОС-у. У затвору су га тукли покушавајући да од њега нешто сазнају, али Ернест није проговорио.
Стрељан је 1. маја 1942. године, на војном стрелишту Сухи бајер, у Љубљани. Неколико дана после стрељања, непознати италијански војник донео је Ернестовој мајци опроштајно писмо, а после рата пронађен је и италијански полицијски записник о „случају Ејпер“ у коме се, поред осталог, наводи да је Ернест, пред стрељање, на француском језику рекао: „Колико вредиш, слободо, зна једино онај који даје за тебе свој живот“.
Указом председника Федеративне Народне Републике Југославије Јосипа Броза Тита, 27. новембра 1953. године, проглашен је за народног хероја.